# Пардаме
Пардаме (перс. پردمه) — село в Ірані, у дегестані Ларіджан-е Софла, у бахші Ларіджан, шагрестані Амоль остану Мазендеран. За даними перепису 2006 року, його населення становило 9 осіб, що проживали у складі 4 сімей.

## Клімат
Середня річна температура становить 6,72°C, середня максимальна – 22,11°C, а середня мінімальна – -8,98°C. Середня річна кількість опадів – 211 мм.
| Клімат поселення                              | Клімат поселення | Клімат поселення | Клімат поселення | Клімат поселення | Клімат поселення | Клімат поселення | Клімат поселення | Клімат поселення | Клімат поселення | Клімат поселення | Клімат поселення | Клімат поселення | Клімат поселення |
| Показник                                      | Січ.             | Лют.             | Бер.             | Квіт.            | Трав.            | Черв.            | Лип.             | Серп.            | Вер.             | Жовт.            | Лист.            | Груд.            |                  |
| Середній максимум, °C                         | −0,14            | 0,51             | 3,36             | 10,03            | 15,12            | 19,29            | 22,11            | 21,84            | 18,26            | 12,79            | 7,34             | 2,54             |                  |
| Середня температура, °C                       | −4,56            | −3,91            | −1,07            | 5,60             | 10,70            | 14,86            | 17,82            | 17,55            | 13,96            | 8,48             | 3,02             | −1,76            |                  |
| Середній мінімум, °C                          | −8,98            | −8,34            | −5,5             | 1,17             | 6,28             | 10,44            | 13,52            | 13,24            | 9,65             | 4,20             | −1,28            | −6,07            |                  |
| Норма опадів, мм                              | 22               | 25               | 41               | 31               | 28               | 8                | 7                | 3                | 2                | 12               | 14               | 18               |                  |
| Середньомісячна швидкість вітру, м/с          | 1.39             | 2.11             | 2.59             | 2.78             | 2.46             | 2.15             | 2.00             | 1.84             | 1.85             | 1.90             | 1.80             | 1.52             |                  |
| Середньомісячна сонячна радіація, кДж/м²·день | 9191             | 11897            | 14471            | 17937            | 21611            | 25391            | 25244            | 23245            | 19914            | 14669            | 10850            | 8740             |                  |
| --------------------------------------------- | ---------------- | ---------------- | ---------------- | ---------------- | ---------------- | ---------------- | ---------------- | ---------------- | ---------------- | ---------------- | ---------------- | ---------------- | ---------------- |
| Джерело:                                      |                  |                  |                  |                  |                  |                  |                  |                  |                  |                  |                  |                  |                  |